# A Paixão dos Fortes
My Darling Clementine (bra: A Paixão dos Fortes, ou Paixão dos Fortes, ou Paixão de Fortes; prt: A Paixão dos Fortes) é um filme estadunidense de 1946, dos gêneros drama e faroeste, dirigido por John Ford, com roteiro baseado no livro Wyatt Earp: Frontier Marshal, de Stuart N. Lake, que conta a história do mítico tiroteio no O.K. Corral.
John Ford declararia mais tarde que este filme tentou reproduzir fielmente o que Wyatt Earp lhe contara pessoalmente quando se conhcerem pessoalmente na década de 1920. O filme é atualmente considerado como um dos melhores do diretor e também uma das obras-primas do gênero.

## Sinopse
O vaqueiro Wyatt Earp torna-se xerife e lidera seus irmãos para vingar a morte do caçula James. Os primeiros suspeitos são os Clanton mas Doc Holliday é incriminado pela namorada Chihuahua. Quando as coisas se esclarecem e os Clanton são confirmados como sendo os assassinos, Wyat e Virgil juntamente com Doc vão para o célebre duelo no Curral OK.

## Elenco principal
- Henry Fonda ... Wyatt Earp
- Linda Darnell ... Chihuahua
- Victor Mature ... Dr. John 'Doc' Holliday
- Cathy Downs ... Clementine Carter
- Walter Brennan ... velho Clanton
- Tim Holt ... Virgil Earp
- Ward Bond ... Morgan Earp
- Alan Mowbray ... Granville Thorndyke
- john Ireland ... Billy Clanton
- Roy Roberts ... Mayor
- Jane Darwell ... Kate Nelson
- Grant Withers ... Ike Clanton
- J. Farrell MacDonald ... Mac, o barman
- Russell Simpson ... John Simpson

## Produção

### Antecedentes
Em 1931, o escritor Stuart N. Lake publicou o romance Wyatt Earp, Frontier Marshal, que apresentou a história de vida de Earp de uma maneira higienizada e "épica", de acordo com suas próprias especificações. Depois de se tornar rapidamente um best-seller, foi adaptado em filme duas vezes pelo estúdio 20th Century Fox: em 1934, protagonizado por George O'Brien, e Frontier Marshal (1939), a partir de um roteiro de Sam Hellman e dirigido por Allan Dwan, com Randolph Scott como Earp e Cesar Romero como Doc Holliday.
Em novembro de 1945, Darryl F. Zanuck escolheu o material como base para o filme que John Ford ainda devia à Fox pois seu contrato com o estúdio era de dez filmes, e pediu então ao Winston Miller que escrevesse um roteiro. Ford, que tinha acabado de retornar do seu serviço de guerra, concordou com o projeto após ser informado de que Henry Fonda e Tyrone Power poderiam assumir os papéis principais. O salário do diretor a qual era de US$ 85.000 foi aumentada para US$ 150.000. Embora o diretor tenha afirmado mais tarde nunca ter visto o filme de Dwan, Paixão dos Fortes mostra semelhanças tanto no conteúdo quanto na encenação com a adaptação de Dwan. A cena de abertura com o nativo-americano em Tombstone, por exemplo, é uma adaptação quase idêntica do roteiro de Hellman de 1939; Até o ator que interpreta o indígena é o mesmo.
Ford modificou o roteiro de Miller, adicionando alguns momentos humorísticos e removendo alguns diálogos que ele considerou supérfluos, a fim de dar maior ênfase ao impacto visual do longa-metragem. Como Tyrone Power não estava disponível para o papel de Doc Holliday e os pedidos de ter Douglas Fairbanks Jr. , Vincent Price ou James Stewart interpretando o personagem foram rejeitados, Victor Mature foi finalmente contratado, embora os responsáveis estivessem preocupados se o físico musculoso do Mature poderia retratar adequadamente um PCD e tuberculoso Holliday. Assim como Ford e Fonda, ele havia acabado de retornar do serviço militar e desempenhou seu primeiro papel no pós-guerra em Law and Order. Jeanne Crain foi inicialmente considerada para o papel principal de Clementine, mas o diretor sentiu que a desconhecida Downs era uma escolha melhor para o papel do que a já famosa Crain.

### Produção e Pós-Produção

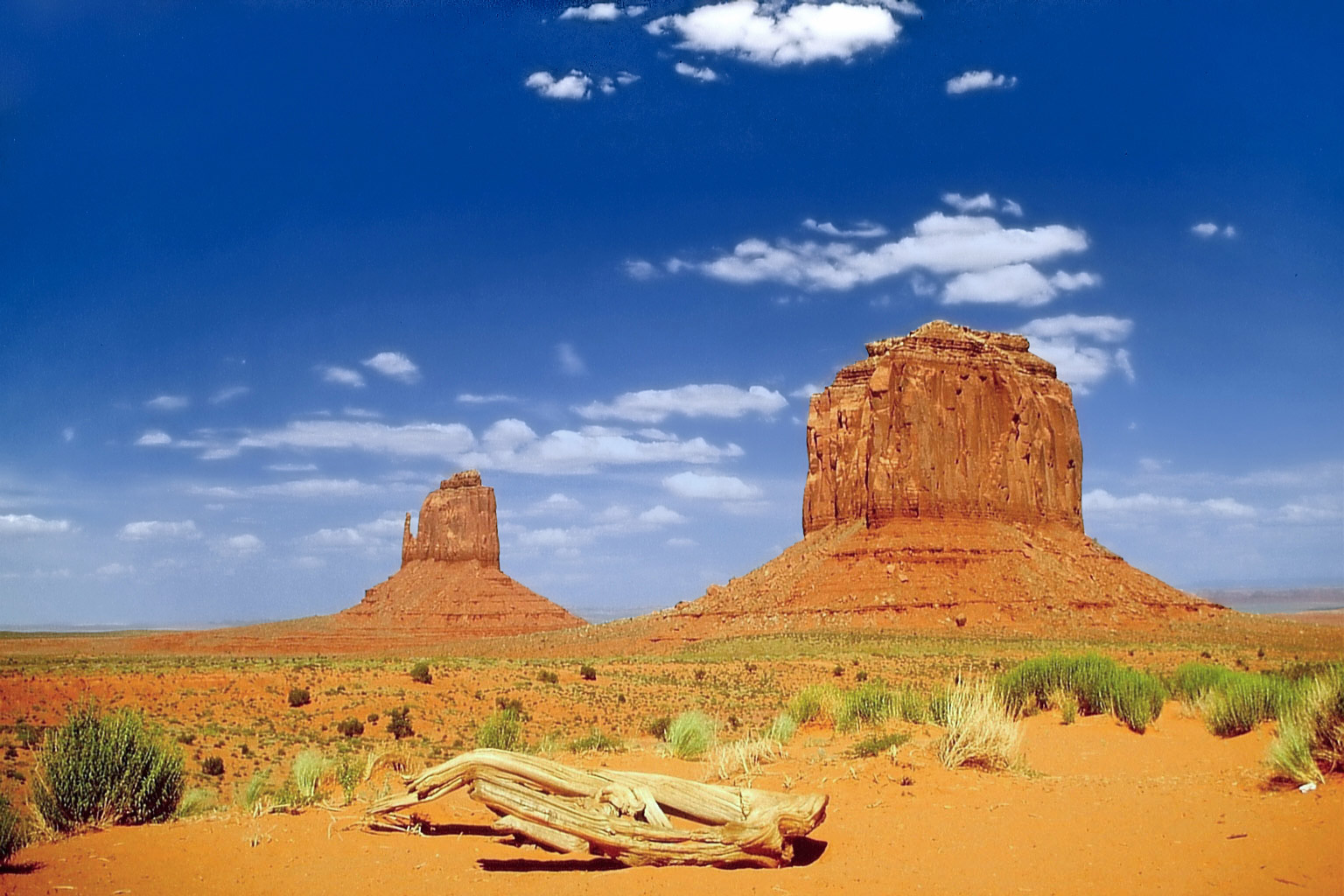
Monument Valley: “O lugar escolhido por Ford para [cenas] de disputas morais"

As filmagens de A Paixão dos Fortes ocorreram do mês de maio a junho de 1946 em Kayenta, Arizona e no adjacente Monument Valley. O orçamento foi de dois milhões de dólares, com os cenários para a cidade cinematográfica de Tombstone custando US$ 250.000. Zanuck não ficou satisfeito com o corte bruto do material original, Após uma exibição de teste, ele informou ao diretor em um memorando datado de 25 de junho de 1946, que pretendia fazer cortes extensos no longa-metragem. A "impaciência de Zanuck com o estilo casual de Ford, sua ênfase em cenas espirituosas e ornamentação" levou-o a remover pessoalmente cerca de dez minutos de material do filme para tornar a história, aos seus olhos, mais rigorosa e menos preocupada com momentos cômicos e atmosféricos.
A trilha sonora é sob a direção musical de Alfred Newman, é em grande parte diegética. Dentro do enredo, a música fornece “comentários sobre o enredo ou o relacionamento entre os protagonistas”, diz Loew. Ford utiliza melodias de canções folclóricas , como a canção-título "Oh My Darling, Clementine", ou hinos como "Shall We Gather at the River?". No entanto, o diretor não coloca nenhuma música no clímax final do tiroteio. Tudo o que você consegue ouvir são os sons do vento, das botas e dos tiros. Eyman comenta: “Se o silêncio pode ser ensurdecedor, então é aqui [nesta cena]".
Além disso, Zanuck ordenou que em algumas cenas, a trilha sonora esparsa e simples de Ford fosse substituída por sequências musicais mais exuberantes e dramaticamente orquestradas. Em julho de 1946, o diretor interno da Fox, Lloyd Bacon, refez algumas cenas do filme, incluindo algumas tomadas de Earp no túmulo de seu irmão e a cena em que Doc diz a Clementine para deixar a cidade na varanda à noite. A sequência mais importante adicionada depois foi o beijo que Earp dá em Clementine na cena de despedida. Na verdade, Ford queria retratar o relacionamento entre os dois como mais ambivalente e aberto ao final do filme. A interferência da produtora em seu longa-metragem levou o diretor a lutar cada vez mais pela sua liberdade artística e técnica de produção nos anos seguintes. Inclusive Ford recusou a oferta de Zanuck para permanecer como diretor permanente na Fox por US$ 600.000 por ano.

## Recepção

### Bilheteria
A Paixão dos Fortes foi lançado nos cinemas dos EUA em 7 de novembro de 1946. Arrecadando US$ 2.800.000 em seu primeiro lançamento no país e US$ 4.500.000 na bilheteria mundial. O filme recuperou assim os seus elevados custos para a época, mas não foi considerado pelo estúdio como um sucesso modesto.

### Resposta Crítica
Em sua época de lançamento o filme recebeu análises positivas porém ainda um pouco modéstias. Bosley Crowther elogiou o longa-metragem e escreveu "O eminente diretor, John Ford, é um homem que tem um jeito com um faroeste como ninguém no ramo cinematográfico. Sete anos atrás, seu clássico Stagecoach (1939) se aconchegou muito perto das belas artes neste gênero. E agora, por George, ele quase igualou com A Paixão dos Fortes [...] Mas mesmo com a ficção de faroeste padrão — e é isso que o roteiro ordenou — o Sr. Ford pode evocar sensações finas e humores curiosamente cativantes. A partir do momento em que Wyatt e seus irmãos são descobertos na ampla e poeirenta cordilheira, seguindo um rebanho de gado para uma distante terra prometida, um tom de autoridade pictórica é atingido — e é mantido. Cada cena, cada tomada é o produto de um olhar aguçado e sensível — um olhar que tem profunda compreensão da beleza de pessoas rudes e de um mundo rude". A revista Variety afirmou que "a direção de John Ford está claramente estampada no filme com suas luzes sombrias, humores suavemente contrastados e ritmo medido, mas uma tendência é perceptível em direção à estilização pela estilização. Em vários pontos, o filme para completamente para deixar Ford ir atrás de algum efeito artístico". A revista Times classificou a película como “uma ópera cômica para gostos sofisticados” e que Ford “criou mais do que apenas uma releitura inteligente de uma lenda moderna”.
A reputação de A Paixão dos Fortes cresceu a medida do tempo. De acordo com Josué Rothkopf da Time Out isso se dá porque a "[sua]  a grandeza (e a diversão) não está na precisão do tiroteio final, mas na série orquestrada de incidentes - o ator shakespeariano bêbado, a visita de Earp ao barbeiro, a dança na igreja inacabada - que dão sentido ao tiroteio. O Rotten Tomatoes, relatou uma taxa de aprovação de 100% com uma pontuação média de 8,80/10, com base em 32 avaliações. O consenso dos críticos do site diz "Astuto e friamente confiante, My Darling Clementine é uma dramatização definitiva da lenda de Wyatt Earp que atira do quadril e atinge seu alvo em um estilo descontraído". Em 2004, Matt Bailey resumiu sua importância: "Se há um filme que merece cada palavra de elogio já proferida ou escrita sobre ele, é My Darling Clementine, de John Ford . Talvez o maior filme de uma carreira cheia de grandes filmes, sem dúvida a melhor realização em um gênero rico e magnífico e, sem dúvida, a melhor versão de um dos mitos mais duradouros da América, o filme é um clássico inegável e genuíno".

### Reconhecimento
Atualmente o filme é considerado como um dos melhores longa-metragens de 1946 e um dos melhores filmes do John Ford. A Paixão dos Fortes é um dos pontos de desenvolvimento entre os primeiros westerns do início da década de 1940, que não eram acessíveis e infantilizados (Stagecoach (1939), The Westerner (1940), Western Union (1941) e outros) e os faroestes “psicológicos” ou requintados do final dos anos 40 e por toda a década de 1950, com seus heróis carregados de conflitos (Red River (1948), Pursued (1947), Winchester '73 (1950) etc...). Hanisch também observa que Paixão dos Fortes é “um filme de maturidade” que tem pouco em comum com os outros de mesmo gênero. Com este filme, o faroeste “finalmente perdeu sua inocência” e “agora se tornou amplamente divertido para um público adulto”. Uma série de outras adaptações cinematográficas da lenda de Earp e Holliday se seguiram (Gunfight at the O.K. Corral (1957), The Five Outlaws (1967), Doc (1971), Tombstone (1993), Wyatt Earp (1994) e outros), mas todos acabaram sendo muito mais sombrios e pessimistas do que a adaptação de Ford.
Com seu clima predominantemente otimista, A Paixão dos Fortes é hoje considerado um dos clássicos do gênero; um filme que “celebra de todo o coração a chegada da lei, da ordem e da civilização no Ocidente através do personagem Earp de Fonda”, como afirma Phil Hardy. Michael Hanisch chama a obra de “um dos mais belos westerns da história do gênero”, que conta a história “em imagens extraordinariamente impressionantes”. A Paixão dos Fortes é “um faroeste para fãs”, diz Scott Eyman. O filme é “taciturno, direto, de mente aberta e atemporal em seu humor pensativo e tons sombrios”. O longa-metragem constantemente aparece em listas de melhores faroestes de todos os tempos. Sendo então incluído na lista dos 1.000 melhores filmes já feitos do The New York Times. Na lista de 2022 dos melhores filmes de todos os tempos feito pela Sight and Sound e publicada pelo British Film Institute, A Paixão dos Fortes está classificado em 243° lugar empatado com outros 21 longa-metragens.
A Paixão dos Fortes está na lista de favoritos dos diretores Michael Mann, Sérgio Machado, Akira Kurosawa, Hayao Miyazaki, Sam Peckinpah e nas pesquisas Sight & Sound em 2012 do British Film Institute, sete críticos o nomearam um de seus 10 longa-metragens favoritos. Em 1991, o filme foi considerado "culturalmente, historicamente e esteticamente significativo" pela Biblioteca do Congresso dos Estados Unidos e selecionado para preservação no National Film Registry. A Paixão dos Fortes é o longa-metragem preferido do ex-presidente americano Harry S. Truman.

## Análises e temas

### Encenação

#### Estilo Visual
Desde as primeiras sequências, Ford deixa claro que quer retratar um mito do Oeste e seus protagonistas lendários. Em close-ups médios com um ângulo de câmera baixo, ele mostra os irmãos Earp, um após o outro, montando seus cavalos calmamente e realizando seu trabalho pensativamente ao ar livre. Jim Kitses observa que nesse momento eles pareciam “estátuas em movimento”. De acordo com JA Place, o diretor usa o conhecimento prévio do espectador sobre a lenda de Earp "para intensificar o mito que ele conta" e usa um "estilo visual semelhante ao expressionismo alemão" para realizar isto. Utilizando principalmente ângulos estáticos, John Ford cria composições semelhantes a pinturas no estilo das primeiras fotografias cinematográficas. Thomas Jeier observa que a história é contada “em imagens calmas e líricas que contrastam repetidamente a cidade e seu povo com o vasto céu e as rochas gigantescas do Monument Valley”. O céu “à la El Greco”, como nota Eyman, está sempre presente mesmo nas cenas ambientadas na cidade. A paisagem circundante entre as casas amplamente espaçadas permanece sempre à vista; Tombstone está se tornando uma comunidade urbana, mas a natureza ainda não foi afastada.
No entanto, Ford não usa representações realistas, mas sim traduz a sua ideia do Velho Oeste, que segundo Place visa principalmente a "verdade moral, mítica e poética" do gênero, em imagens da imaginação cinematográfica: A cidade de Tombstone não está realmente localizada no Monument Valley e os grandes cactos Saguaro, que sempre aparecem com destaque quando o relacionamento entre Wyatt e Clementine é abordado, não crescem. O estilo visual lírico e ingênuo do diretor atinge seu clímax na sequência que mostra Wyatt e Clementine caminhando juntos para o baile na igreja inacabada. “Numa das mais belas caminhadas da história do cinema”, de acordo com Hans Helmut Prinzler, Ford celebra “o Ocidente e a América como uma comunidade aperfeiçoável”, enquanto para  Michael Coyne; A companhia de dança sob bandeiras americanas ondulantes é apresentada com cenas que são “perfeitamente escolhidas como uma composição de pintor”, como Loew observa: “Cada cena poderia ser um quadro”.
Situações de conflito também são implementadas principalmente no aspecto visual. Nas cenas do salão, por exemplo, a mise en scène é colada na profundidade da sala e implementada com uma grande profundidade de campo, o que serve para “plantar os personagens em seu ambiente”, diz Kitses. A vastidão do deserto e dos conflitos que ali prevalecem são transportados para as salas longas e baixas do salão, que também são bem iluminadas ao fundo.  Ford enfatiza o conflito emergente entre Wyatt e Doc por meio da regra de 180° graus entre os close-ups dos dois atores.

#### Enredo
Segundo Michael Hanisch, Ford aumenta o impacto de seu longa-metragem ao ambienta-la em um único fim de semana. Ele usa “uma dramaturgia da unidade de tempo e lugar”. A escolha deste cenário “isola imediatamente a história (no tempo, na história e no município)”. De acordo com Place isso cria “um mundo fechado […] no qual a história pode se desenrolar”. A trama principal é a conhecida história que termina com o tiroteio no O.K. Corral. Walter C. Clapham explica: "Há desvios, um motivo de vingança para Fonda e a interferência ciumenta de uma dançarina [...], mas o caminho leva inexoravelmente a esse evento".
No entanto, esse enredo rigoroso é repetidamente interrompido e atrasado pelos “limite do tempo” atmosféricos. Clapham resume: "É um filme de cenas tocantes — Fonda sentado, ajustando suas botas e seu equilíbrio enquanto o mundo passa por ele; Fonda, o pacificador, indo à igreja; Ele com uma ideia antiquada de fronteira, educadamente acompanhando sua dama para o baile ao ar livre". Hanisch explica que em tais cenas “toda a poesia desse diretor se torna aparente” e que elas são “frequentemente muito mais impressionantes do que as cenas de ação turbulentas”. Isso certamente inclui a cena em que Wyatt Earp, pensativo, pergunta ao dono do bar: “Você já amou uma mulher?” e ele responde: “Eu sempre fui apenas um estalajadeiro".
A direção de John Ford é guiada pela interpretação de Henry Fonda. Eyman observa que o diretor "adapta o filme inteiro ao ritmo determinado e elegante de Fonda". Place confirma que "a personalidade específica de Fonda", seu "traço de caráter reservado e rígido", foi "talvez melhor utilizado pela direção elegante de Ford". Earp, de Fonda é segundo Hanisch, "o herói honesto e íntegro, um homem de forte calma". A sua, segundo Loew, “força relaxada e viril da sua masculinidade” são traduzidas no cinema, por exemplo, na famosa cena em que ele se senta relaxadamente numa varanda e equilibra-se na cadeira, demonstrando o seu “equilíbrio interior”.
Ford enfatiza o contraste dramático entre Doc Holliday e Chihuahua de um lado, e do Wyatt Earp com Clementine do outro, atribuindo as cenas noturnas ao primeiro par e as partes diurnas ao segundo. A noite, encenada como uma batalha de alto contraste entre escuridão e luz com sombras expressivas, é o tempo selvagem e sem lei que Doc e Chihuahua representam chegando ao fim. Com Earp e Clementine, de acordo com Jeier, “a fase civilizada na história de Tombstone sendo iniciada”. As cenas a luz do dia com a sua vista aberta e desobstruída e o clima “otimista” representam isso.

### Temas

#### Autenticidade histórica

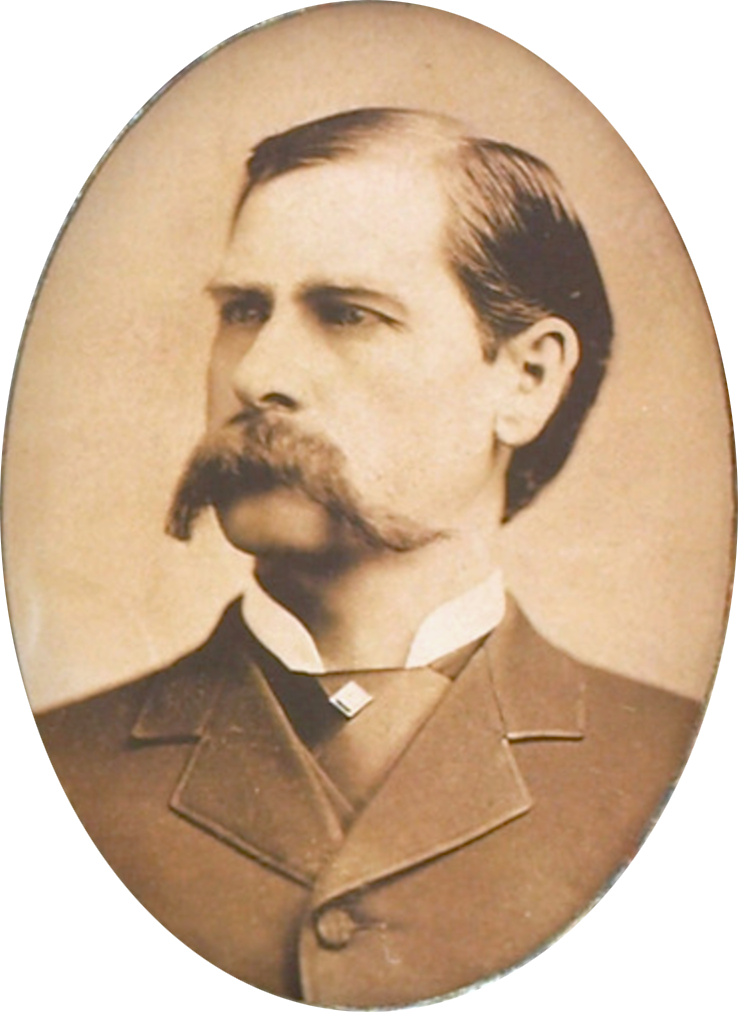
O histórico Wyatt Earp por volta da década de 1880, interpretado no filme por Henry Fonda

Ford afirmou que conheceu Wyatt Earp pouco antes de sua morte, na década de 1920. Apesar da autodeclaração do diretor servir de justificativa da autenticidade de A Paixão dos Fortes, o filme contém uma série de imprecisões históricas e interpretações errôneas. Os acontecimentos no O.K. Corral ocorreram em 1881 e não em 1882. Doc Holliday, que era dentista e não cirurgião, não morreu no tiroteio e sim de tuberculose em um sanatório seis anos depois. Old Clanton também não foi vítima do evento, mas já estava morto antes do acontecimento. Wyatt Earp não era o marechal de Tombstone, isso era função do seu irmão Virgil que era o irmão mais velho de Wyatt e não de Morgan.
Além disso, a perseguição de Billy Clanton por Virgil Earp (no filme, o pretexto dramático para o tiroteio no O.K. Corral) nunca ocorreu: Billy Clanton apenas morreu no tiroteio, seu assassino não foi vítima de um tiro nas costas dado pelo pai de Billy, mas de pneumonia em 1905. Foi Morgan no entanto quem perdeu a vida em 1882, ou seja, somente após a troca de tiros no O.K. Corral, em um ato de vingança dos supostos simpatizantes de Clanton. O desconhecido irmão mais novo dos Earp, James “Cooksey” Earp, não nasceu em 1864, mas em 1841. Isso fez dele não o caçula dos Earp, mas pelo contrário, o mais velho. Ele também não morreu aos 18 anos nas mãos de Clanton, mas aos 84 anos em 1926.
Wyatt Earp não era um mocinho que Ford retratou, mas um frequentador e empresário de um distrito da luz vermelha. A disputa histórica com os Clantons surgiu sobre participação de mercado em jogos de azar, prostituição e roubo de gado em Tombstone. A Paixão dos Fortes não é, portanto, uma versão historicamente precisa, mas uma "releitura poética e deliberadamente mítica da lenda de Wyatt Earp". Philip French julga a veracidade do filme: "A Paixão dos Fortes parecia bastante realista pelos critérios de 1946, embora fosse em todos os sentidos uma interpretação totalmente errada dos eventos que levaram ao tiroteio no O.K. Corral, mas […] nenhuma [das adaptações cinematográficas subsequentes da história de Earp] atinge a qualidade de verdade que Ford alcançou, embora no seu caso fosse apenas um mito fictício".

#### Sociedade do Oeste Americano
A Paixão dos Fortes retrata segundo Jeier, “o fim de uma época selvagem”. Earp vai a Tombstone para vingar a morte de seu irmão, mas "pouco a pouco o motivo pessoal de vingança [...] se torna um fardo para a comunidade", diz Seeßlen. Ele se torna portador da civilização não apenas externamente por meio de suas visitas ao barbeiro, mas também em sua atitude interior. Lenihan explica: "Ford colocou [...] a luta do protagonista contra a ilegalidade dentro do esquema mais amplo do pioneiro que impõe a lei e a decência em uma terra nova e indomável. Enquanto Earp tem um assunto de família para resolver com os Clantons, suas façanhas são entrelaçadas com cenas de uma nova sociedade florescente para identificar claramente o herói com o progresso social [da comunidade]".
O símbolo desta fundação da sociedade é a dança na igreja na manhã de domingo junto com os sistemas de valores do Leste e do Oeste americanos unem-se num “casamento simbólico do Leste com o Oeste”. Earp e Clementine são neste momento "a união perfeita (embora principalmente assexuados) entre os melhores elementos do western e do urbano; a masculinidade fria e controlada do homem da lei complementa a natureza sensível, mas corajosa, da senhora de Boston", na opinião de Coyne.
Com esta “retratação da criação de mitos nacionais” , o diretor presta homenagem às sensibilidades da sociedade americana, que ansiava por tal orientação de valores após as privações e os sacrifícios pessoais da Segunda Guerra Mundial. McBride analisa: "Ele recuou [...] para o passado americano para encontrar respostas históricas ou míticas para os problemas que o incomodavam no presente, [...] O diretor buscou o que considerava o cerne do sistema de valores dos Estados Unidos". Kitses acrescenta: "Ford está num ponto da sua carreira em que a sua visão da América é transcendente, como uma visão de um jardim florido que está para brotar ao invés de uma visão da natureza selvagem que já existe".

#### Otimismo e pessimismo
A figura de Wyatt Earp, segundo Place “é um dos personagens mais encantadores e humanos do Ford”, representa, na sua visão optimista, a visão ingênua do diretor de uma sociedade exemplar. Place enfatiza que Earp transita “entre os melhores valores do Leste e do Oeste (dos EUA) sem dificuldade, mas é o último herói fordiano dessa estrutura”. A partir deste longa-metragem, os personagens principais de Ford tornam-se cada vez mais amargos e solitários, culminando no personagem Ethan Edwards de The Searches (1956) e no de Ransom Stoddard em The Man Who Shot Liberty Valance (1962). Isso é particularmente evidente no contraste entre como Ford trata a lenda de Earp em A Paixão dos Fortes e 18 anos depois em Cheyenne. Lá, a visão de Ford sobre Earp é apenas distante e irônica; Earp aparece como um "fanfarrão e soldado da fortuna", como Hanisch observa, ele e Holliday são de acordo com Place, "apenas palhaços".
No personagem Doc Holliday, “o fim do otimismo fordiano” já é anunciado no enredo desse longa-metragem, como observa Hembus. Holliday é caracterizado, segundo Place, por “uma incapacidade de chegar a um acordo consigo mesmo e com os vários aspectos da sua vida”; uma figura que “reconhece os sinais dos tempos e quer escapar da civilização que se aproxima através da autodestruição”, segundo Jeier. Os dois lados de sua personalidade, sendo um médico por um lado e um jogador e bebedor por outro, são no filme "maiores que a vida, como o herói trágico clássico", como Place observa, cinematograficamente realizados no close-up de seu diploma de médico na parede, sob o qual está uma garrafa de uísque. No filme, Holliday joga um copo no diploma, quebrando a moldura. Kitses também vê a conexão com o monólogo de Hamlet, que Holliday termina no lugar do ator bêbado. Doc Holliday assim como Hamlet é “uma alma dividida, negando seu passado, […] amaldiçoado e autodestrutivo”. Sua contraparte é Clementina, que, como Ofélia, representa tudo o que ele nega. O fato de Holliday acabar se sacrificando pela causa da comunidade faz dele, aos olhos de Baxter, um "verdadeiro herói fordiano", um mártir que não tem a "ambição bastante direta" de Earp.
Baxter apresenta uma opinião individual bastante exótica em sua avaliação do relacionamento entre Earp e Holliday. Ele sugere que há um componente homoerótico e chama A Paixão dos Fortes de “o filme mais sexualmente […] aberto” de John Ford. Como prova disso, ele cita o fato de que o protagonista uma vez no filme descreve Holliday como "muito bonito", e que está sempre preocupado com sua doença e na "tomada" de sua noiva e também expressa interesse no lado mais feminino da personalidade de Holliday.

#### Família, moral e linhagem
O conflito dominante em A Paixão dos Fortes é uma batalha entre duas famílias, os Earps e os Clantons. Ambas as famílias são semelhantes, pois são dominadas por um pai autoritário (que não aparece no filme e só recebe essa posição nos diálogos dos filhos). Place afirma: “Os Clantons são um reflexo dos Earps, embora não seja explícito". Com o que Baxter chama de “significado quase mágico (…) que ele deu aos pais”, Ford enfatiza o alto valor que ele atribui a uma unidade familiar patriarcal funcional. Baxter explica: "Ele estava preocupado em mostrar a família como uma força positiva, uma arma social a ser usada para colocar o mundo em ordem". Com sua posição clara a favor dos Earps, ele está fazendo uma declaração moral. McBride observa que em sua “visão de mundo idealista”, “a luta épica entre o bem (os Earps) e o mal (os Clantons) não contém nenhuma ambiguidade moral”.
A questão de por que Holliday e Chihuahua têm que morrer no filme também pode ser abordada da perspectiva da moralidade defendida por John Ford. A posição de Coyne é que eles devem morrer porque, na imaginação de Ford, eles são "moralmente indignos de participar da comunidade de fronteira ideal que Ford [...] imagina". A posição do diretor é “não apenas mítico, mas profundamente moralista”; O verdadeiro pecado de Holliday e Chihuahua foi "a transgressão sexual das fronteiras étnicas". Além disso, ela se envolveu secretamente com um dos Clantons. Ford constrói seus papéis principais femininos em completo contraste: a temperamental, morena misteriosa e provocadora Chihuahua é combatida por Clementine, um, como Hanisch observa, “ser intocável, uma clichê personagem feminina”. Chihuahua, aparentemente de ascendência parcialmente nativa americana e mexicana, é constantemente exposto ao que Weidinger chama de "ataques verbais racistas" do protagonista. Sua “sexualidade sombria” é perigosa enquanto ela estiver viva. Consequentemente, apenas a Clementine que é branca e anglo-saxônica tem permissão para se dar bem ao final. Ela de acordo com Kitses representa os pensamentos xenofóbicos que permeiam a obra de John Ford. Ao contrário da prostituta Dallas em Stagecoach (1939), que acaba por ser a verdadeira portadora da decência, Chihuahua em A Paixão dos Fortes é pré-julgada desde o início pela autoridade moral de Wyatt Earp. Coyne observa que o conceito de moralidade do personagem principal contém "elementos de uma noção de pureza racial que o filme parece endossar ao se auto-censurar". Wyatt Earp é, “à sua maneira discreta”, tão racista quanto Hatfield em Stagecoach e Ethan Edwards em The Searchers (1956).

#### Interpretações históricas contemporâneas
O fato de alguns dos principais participantes terem acabado de retornar do serviço militar fica claro na obra. Além de abordar temas que afetaram diretamente o público na vida real do pós-guerra (como a destruição de unidades familiares), McBride vê um contexto militar, especialmente no personagem Wyatt Earp. Para ele, o personagem é um “comandante astuto e sério” que personifica principalmente as "virtudes" que Ford acreditava existir nos militares. Segundo Loew, isso leva a um clima básico no filme que ele descreve como "conservador e paternalista-autoritário". Peter Biskind tem uma abordagem semelhante: para ele, Wyatt representa os soldados que retornam da Segunda Guerra Mundial, querem depor as armas, mas depois percebem que precisam pegar nelas novamente para garantir a segurança da sociedade no futuro. Nessa interpretação, o filme defende a necessidade de remilitarização dos Estados Unidos. No entanto, Loew refutou Biskind ao coloca a perspectiva de que Ford provavelmente teria rejeitado ambas as interpretações por considerá-las absurdas e imprecisas.